# Hans Hendrik

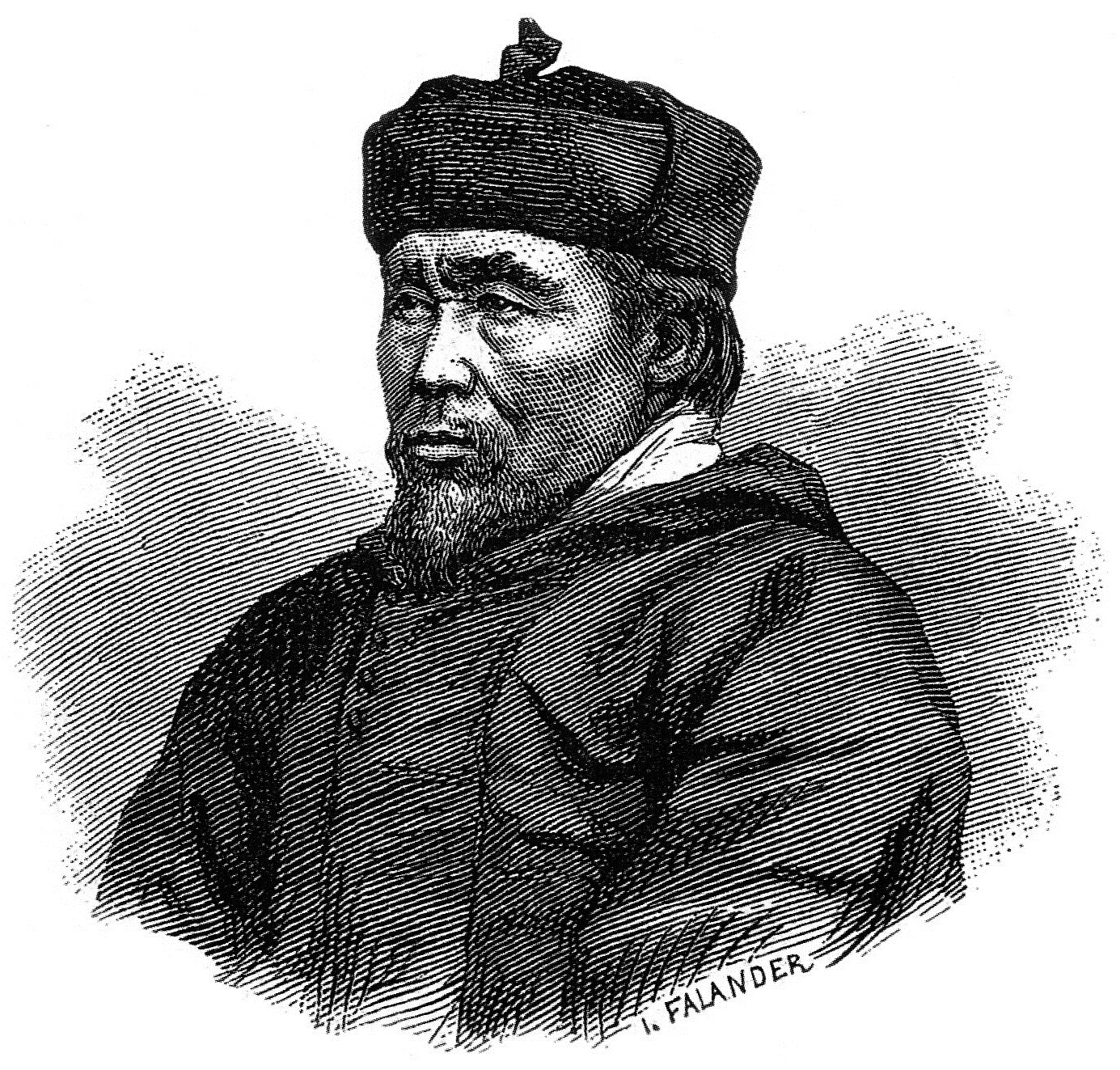
Hans Hendrik (1883)

Hans Hendrik (grönländischer Name: Suersaq, getauft Hans Heinrich; * 2. Juni 1832 in Qeqertarsuatsiaat; † 11. August 1889 in Qeqertarsuaq) war ein grönländischer Arktisforscher. Er nahm als Jäger und Hundeschlittenführer an fünf US-amerikanischen und europäischen Polarexpeditionen teil. Seine 1878 veröffentlichten Memoiren sind die ersten eines Grönländers.

## Leben

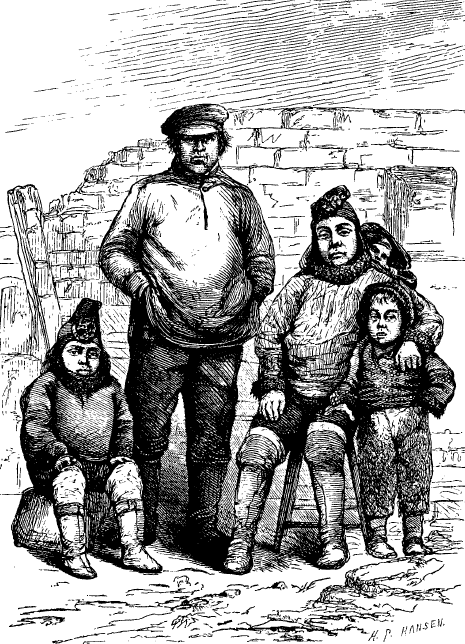
Hans Hendrik mit seiner Familie um 1873

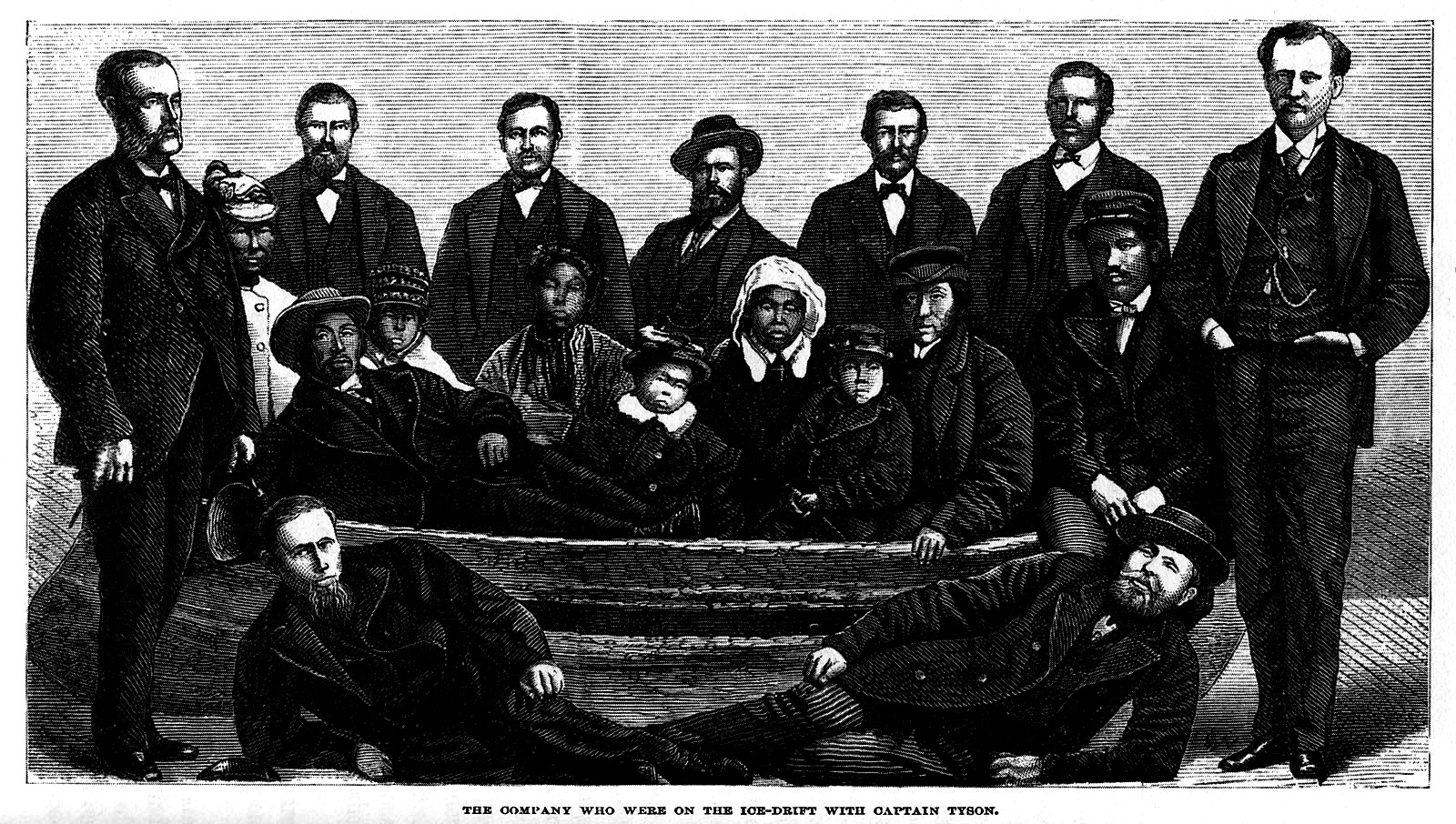
Die Überlebenden der Drift auf der Eisscholle 1873. Rechts im Boot Hans Hendrik, daneben seine Frau und zwei seiner Kinder

Hans Hendrik war der älteste von vier Söhnen des Grönländers Benjamin (1783–1850) und dessen zweiter Ehefrau Ernestine, geborene Pinnersoĸ (um 1800–1865). Er hatte acht Halbgeschwister aus der ersten Ehe seines Vaters. Benjamin und seine Frau arbeiteten in der Missionsstation Lichtenfels der Herrnhuter Brüdergemeine. Hans war bereits ein junger Jäger, als sein Vater starb.
Im Juli 1853 heuerte er als Jäger auf der Advance, dem Schiff der vom US-Amerikaner Elisha Kent Kane geleiteten Zweiten Grinnell-Expedition, an. Auf der Suche nach dem verschollenen John Franklin passierte die Expedition den Smithsund zwischen Grönland und der Ellesmere-Insel. Als einziger Inuk der Expedition war Hans Hendrik für Kane von enormem Wert. Er fand die Spuren zweier in Not geratener Expeditionsteilnehmer und führte die Suchmannschaft zu ihrem Zelt. Mit William Morton unternahm Hans Hendrik die am weitesten nach Norden führende Schlittenfahrt der Expedition bis zum Kap Constitution und entdeckte den Kennedy-Kanal. Dass sie dort offenes Wasser vorfanden, bestärkte Kane in seinem Glauben, dass es im Gebiet um den geographischen Nordpol ein eisfreies Meer gäbe. Als die Expeditionsteilnehmer während der zweiten Überwinterung zu verhungern drohten, gelang es Hans Hendrik, bei den Polareskimos in Etah Fleisch einzutauschen. Anschließend blieb er in Etah und heiratete 1855 Merkut, mit der er die Kinder Augustina (* 1859 oder 1860), Tobias (* 1866), Sofie (* 1869), Charles Polaris (* 1872), Vide (* 1874), Johanne (* 1878) und Benjamin Charles Polaris (* 1879) hatte. Seine Frau starb am 24. Juli 1881 und Hans Hendrik heiratete am 16. Februar 1882 Juliane Judithe Nicoline Ravn (* 1837).
Als Isaac Israel Hayes, der auf Kanes Expedition Schiffsarzt auf der Advance gewesen war, 1860 seine eigene Expedition zur Auffindung des eisfreien Polarmeeres führte, hielt er Ausschau nach Hans Hendrik, von dem er wusste, dass er noch bei den Polareskimos lebte. Er fand ihn am Kap York und nahm ihn mit Frau und zwei Kindern an Bord. Die Expedition geriet bald in Schwierigkeiten, als das Schiff auf der Fahrt durch das Eis beschädigt wurde und schließlich in Port Foulkes im Smithsund einfror. Nachdem die Mehrzahl der Schlittenhunde an einer Seuche gestorben war, machte Hans Hendrik sich im Dezember mit dem Astronomen August Sonntag auf den Weg zur nächstgelegenen Inuit-Siedlung, um den Verlust zu ersetzen. Unterwegs brach Sonntag durch eine dünne Stelle im Meereis und erfror in der darauffolgenden Nacht in der verlassenen Inuit-Siedlung Sarfalik am Kap Alexander. Hans Hendrik erreichte aber, dass die Inughuit ihnen Hunde brachten, die Hayes für ausgedehnte Schlittenreisen nutzte. Auf der Heimreise wurde Hans Hendrik mit seiner Familie in Upernavik abgesetzt, wo er während der darauffolgenden Jahre für die Grönländische Handelsgesellschaft arbeitete.
Von 1871 bis 1873 nahm Hans Hendrik für ein Jahresgehalt von 300 US-Dollar mit seiner Familie an der tragisch verlaufenden Polaris-Expedition Charles Francis Halls teil, der wie Kane und Hayes versuchte, den Nordpol durch den Smithsund zu erreichen. Nach der Überwinterung an der Küste von Hall-Land auf 81° 38′ nördlicher Breite wurde Hans Hendriks viertes Kind geboren. Es wurde nach dem Expeditionsleiter und dem Schiff Charles Polaris genannt. Er war der am weitesten nördlich geborene Mensch seiner Zeit. Später wurde ein Teil der Mannschaft vom Schiff getrennt und trieb monatelang auf einer kleiner werdenden Eisscholle nach Süden. Nur der Erfahrung und dem Erfindungsgeist der Inuit Hans Hendrik, Joe Ebierbing (Ipiirviq; ca. 1836–ca. 1881) und Tookoolito war es zu verdanken, dass keiner der 19 Menschen ums Leben kam. Schließlich wurden sie vom Robbenfänger Tigress gerettet und in St. John’s auf Neufundland abgesetzt, wo Hans Hendrik als Held empfangen wurde. Wie die anderen Expeditionsteilnehmer wurde er nach Washington gebracht und zu den mysteriösen Umständen befragt, unter denen der Expeditionsleiter Hall gestorben war. Hans Hendrik besuchte auch Boston und New York, bevor er im Sommer 1873 nach Upernavik zurückkehrte und seine Arbeit bei der Handelsgesellschaft wieder aufnahm.
1875 schickte die Britische Admiralität die Schiffe HMS Discovery und der HMS Alert aus, um endlich in das vermeintlich eisfreie Polarmeer vorzustoßen. Der Kapitän George Nares wurde von der Challenger-Expedition (1872–1876) zurückbeordert, da er bereits über Arktiserfahrung verfügte. Die Briten wollten auf den erprobten Hans Hendrik nicht verzichten und liefen Kangersuatsiaq an, um ihn anzuheuern. Er fuhr – diesmal ohne seine Familie – auf der Discovery, die von Kapitän Henry Frederick Stephenson (1842–1919) geführt wurde. Die Expedition konnte zwar die gesamte Nares-Straße zwischen Grönland und der Ellesmere-Insel durchqueren, stieß an ihrem nördlichen Ausgang aber auf unpassierbares Packeis. Hans Hendrik zeichnete sich besonders bei der Rettung mehrerer von Hunger und Skorbut geplagter Expeditionsteams aus. In seinem 1878 erschienenen Expeditionsbericht würdigte Nares mehrmals Hans Hendriks große Fähigkeiten als Jäger und Hundeschlittenführer.
Auf seiner letzten Expedition begleitete Hans Hendrik 1883 den schwedischen Polarforscher Adolf Erik Nordenskiöld an Bord der Sofia nach Nordwestgrönland. Nordenskiöld wusste, dass Hans Hendrik von allen lebenden Menschen die beste Ortskenntnis in diesem Gebiet besaß. Das für Eisfahrten wenig geeignete Schiff erreichte nur Ivsugigsok nahe Kap Atholl und kehrte am Ende des Sommers mit viel Glück zurück.
1889 starb Hans Hendrik 57-jährig in Qeqertarsuaq auf der Disko-Insel, wo er auch bestattet wurde. Hans Hendrik war auch unter den Dänen so angesehen, dass in der Zeitschrift Geografisk Tidsskrift ein Nachruf erschien.

## Leistung
Hans Hendrik war einer von zahlreichen grönländischen Inuit, die von US-amerikanischen und europäischen Forschern und Abenteurern für ihre Unternehmungen in den Polargebieten angeworben wurden. Er unterschied sich aber von den anderen hinsichtlich der Anzahl seiner Expeditionen und vor allem dadurch, dass er seine Erlebnisse schriftlich niederlegte. Seine Memoiren sind ein bedeutendes Zeitzeugnis und zeigen die Sicht eines Inuk auf das ihm häufig unverständliche Verhalten der Weißen, die untereinander zerstritten waren und den Inuit oft mit Hochmut begegneten. Hans Hendrik war durch seine Fähigkeiten im Jagen und im Führen von Hundeschlitten für die von ihm begleiteten Expeditionen zweifellos von großem Nutzen, wenn auch das Urteil der Expeditionsleiter unterschiedlich ausfiel. Vor allem Hayes misstraute ihm und hielt ihn für den Tod Sonntags zumindest mitverantwortlich. Nares dagegen war voller Lob.
Hans Hendrik war der erste Südgrönländer, der die Verbindung zu den Polareskimos herstellte. Er lebte mehrere Jahre bei ihnen und berichtete in seinen Memoiren über ihre Sitten und Gebräuche. Durch ihn kamen sie erstmals in Berührung mit dem christlichen Glauben, ohne dass er Missionierungsversuche unternahm. Er führte auch nicht das den Polareskimos unbekannte Kajak ein.

## Ehrungen
Eine von der Polaris-Expedition entdeckte Insel in der Kennedy-Straße trägt ihm zu Ehren den Namen Hans-Insel. Im Jahr 2012 gab die grönländische Post eine vom norwegischen Graveur Martin Mörck (* 1955) gestaltete Briefmarke mit Hans Hendriks Konterfei heraus.

## Schriften
- Nutaraq (dänisch: Grønlænderen og polarfareren Hans Hendriks erindringer, englisch: Memoirs of Hans Hendrik, the arctic traveller, serving under Kane, Hayes, Hall and Nares, 1853–1876, written by himself, 1878)